# Villa Lagarina
Villa Lagarina là một đô thị ở Trentino ở vùng Trentino-Alto Adige/Südtirol của Ý, tọa lạc cách 20 km về phía tây nam của Trento. Tại thời điểm ngày 31 tháng 12 năm 2004, đô thị này có dân số 3.346 người và diện tích là 24,1 km².
Đô thị Villa Lagarina có các frazioni (đơn vị trực thuộc, chủ yếu là các làng) Castellano, Pedersano and Piazzo.
Villa Lagarina giáp các đô thị: Cavedine, Cimone, Arco, Drena, Pomarolo, Ronzo-Chienis, Isera, Rovereto và Nogaredo.